# Hiroshi Okada
Pour les articles homonymes, voir Okada.
Hiroshi Okada (岡田 博, Okada Hiroshi) est un peintre japonais du XXe siècle, né en 1923 à Osaka et mort en 2008.

## Biographie
Hiroshi Okada naît en 1923 à Osaka. Il est un sculpteur-abstrait-géométrique. Il participe à des expositions collectives dont : Exposition d'art japonais moderne en 1966 à Venise, en 1967 à Kyoto : Tendances de l'Art japonais contemporain, au Musée National d'Art Moderne, en 1968 et 1969 à Tokyo : Exposition d'Art japonais contemporain, à Londres en 1968: Salon de l'Institut d'Art contemporain. Il est mort en 2008.